# Manolo Cardona
Manuel Julián Cardona Molano, mais conhecido como Manolo Cardona (Cauca, 25 de abril de 1977) é um ator colombiano.

## Filmografia

### Televisão
| Ano  | Título                           | Papel                   |
| ---- | -------------------------------- | ----------------------- |
| 1992 | Padres e hijos                   | Nicolás Franco          |
| 1998 | Carolina Barrantes               | David                   |
| 1999 | ¿Por qué Diablos?                | Juan Diablo             |
| 2001 | Amor a mil                       | John Héctor Afanador    |
| 2002 | Pedro, el escamoso (2 capitulos) |                         |
| 2003 | Ladrón de corazones              | Gustavo Velasco         |
| 2004 | Gitanas                          | Sebastián Domínguez     |
| 2006 | Marina                           | Ricardo Alarcón         |
| 2008 | Tiempo final (Fox) (La entrega)  | Pablo                   |
| 2008 | Un Chihuahua de Beverly Hills    | Sam                     |
| 2008 | El Cartel                        | Martín González Fresita |
| 2009 | Sin tetas no hay paraíso         | Martín La Roca          |
| 2011 | Aquele Beijo (Brasil)            | Juan                    |
| 2013 | Covert Affairs (6 episódios)     | Teo Braga               |
| 2014 | Narcos                           | Eduardo Méndez          |
| 2016 | 2091                             | Ferrán                  |
| 2018 | María Magdalena                  | Jesús                   |

### Cinema
| Año  | Obra                           | Papel                   |
| ---- | ------------------------------ | ----------------------- |
| 2004 | Rosario Tijeras                | Emilio                  |
| 2005 | La mujer de mi hermano         | Gonzalo                 |
| 2008 | Una chihuahua de Beverly Hills | Sam                     |
| 2009 | Contracorriente (película)     | Santiago                |
| 2009 | La última muerte               | David                   |
| 2010 | El Cartel (película)           | Martin Gonzales Fresita |
| 2011 | Al Acecho del Leopardo         | Eduardo                 |
| 2011 | La última muerte               | David                   |
| 2011 | El cartel de los sapos         | Martin                  |
| 2012 | Restos                         | Luis                    |
| 2012 | The Mule                       | Roberto                 |
| 2013 | Fort Bliss                     | Luis                    |
| 2013 | The Arrangement                | Andres                  |
| 2017 | O Estrangeiro                  | Pedro Lopez             |
| 2017 | Love Film Festival             | Adrián                  |